# سخرة
السُّخْرَة هو شكل من أشكال العمل غير مدفوع الأجر وغير تطوعي، وهو متقطع بطبيعته ويستمر لفترات زمنية محدودة: عادة فقط عدد معين من أيام العمل كل عام.
السخرة عادة هوقرار تفرضه الدولة لأغراض الأشغال العامة. على هذا النحو فإنه يمثل شكلاً من أشكال الضرائب. على عكس الأشكال الأخرى للضريبة، مثل العشر، لا تتطلب السخرة أن يمتلك السكان أرضًا أو محاصيل أو نقودًا.
كان التزام المزارعين المستأجرين بأداء أعمال السخرة لأصحاب العقارات في العقارات الخاصة واسع الانتشار عبر التاريخ قبل الثورة الصناعية. يستخدم هذا المصطلح عادةً للإشارة إلى العصور الوسطى وأوائل أوروبا الحديثة، حيث كان العمل متوقعًا في كثير من الأحيان من قبل مالك الأرض الإقطاعي (التابعين لهم)، أو من قبل ملك رعاياهم. ومع ذلك، فإن تطبيق المصطلح لا يقتصر على ذلك الوقت أو المكان؛ وُجدت السخرة في مصر القديمة، سومر القديمة،  روما القديمة، الصين، اليابان، في كل مكان في أوروبا القارية، حضارة الإنكا ، هايتي تحت حكم هنري الأول وتحت الاحتلال الأمريكي (1915 – 1934)، ومستعمرات البرتغال الأفريقية حتى منتصف الستينيات. كانت أشكال العمل القانوني موجودة رسميًا حتى أوائل القرن العشرين في كندا  والولايات المتحدة. 

## تاريخياً

### مصر

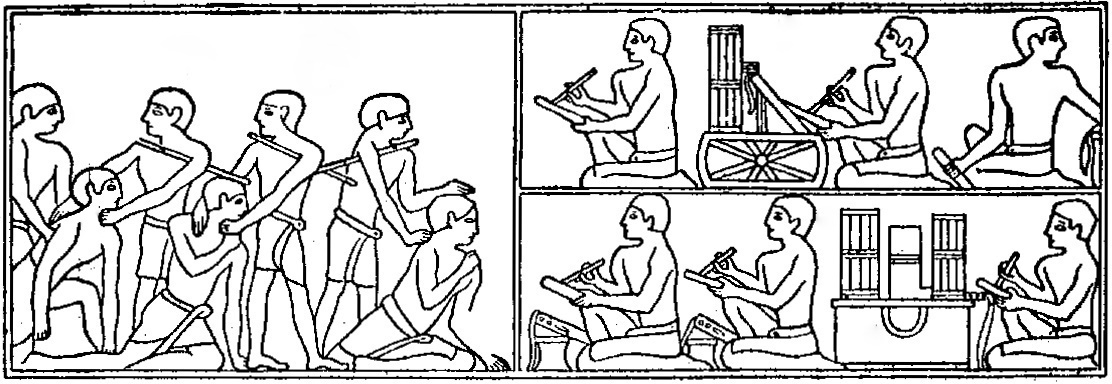
ضبط الفلاحين المصريين لعدم دفعهم الضرائب خلال عصر الهرم.

من الدولة المصرية القديمة (حوالي 2613 قبل الميلاد) وما بعده (الأسرة الرابعة)، ساعدت العمالة السخرة في المشاريع «الحكومية». في أوقات فيضانات نهر النيل، تم استخدام العمالة في مشاريع البناء مثل الأهرامات والمعابد والمحاجر والقنوات والطرق وغيرها من الأعمال.
مراسلات رسائل العمارنة عام 1350 قبل الميلاد (موجهة في الغالب إلى الفرعون المصري القديم)، تحتوي على حرف واحد قصير، مع موضوع عمل السخرة. من 382 – رسائل تل العمارنة، وهو مثال على الاحرف الغير التالفة، من بيريديا من مجدو، بعنوان: «تأثيث عمال السخرة». انظر: مدينة نوريبتا.
في العصور المصرية اللاحقة، خلال سلالة البطالمة، ذكر بطليموس الخامس في مرسوم حجر رشيد لعام 196 قبل الميلاد، 22 إنجازًا لتكريمه والمكافآت العشر الممنوحة له على إنجازاته. آخر مكافأة مدرجة هي صنعه لحجر رشيد، (مرسوم ممفيس (بطليموس الخامس))، في ثلاثة نصوص، ليتم عرضها للجمهور في المعابد- (نسختان شبه مكتملة).
أحد الإنجازات الأقصر المدرجة بالقرب من منتصف القائمة،
حتى أواخر القرن التاسع عشر، تم بناء العديد من الأشغال العامة المصرية بما في ذلك قناة السويس  باستخدام عمالة السخرة.
انتهت أعمال السخرة في مصر بعد عام 1882. سيطرت الإمبراطورية البريطانية على مصر عام 1882 وعارضت السخرة من حيث المبدأ، لكنها أرجأت الإلغاء حتى تسدد مصر ديونها الخارجية. اختفت مع تحديث مصر بعد عام 1860. خلال القرن التاسع عشر، توسعت السخرة إلى برنامج وطني. تم تفضيله للمشاريع المؤقتة مثل أعمال الري والسدود. لكن ملاك الأراضي في دلتا النيل استبدلوها بعمالة مؤقتة رخيصة تم توظيفهم من صعيد مصر. نتيجة لذلك، تم استخدام السخرة فقط في أماكن متفرقة، وحتى في ذلك الوقت كانت هناك مقاومة من الفلاحين. اختفت بحلول تسعينيات القرن التاسع عشر.

### النمسا، الإمبراطورية الرومانية المقدسة، وألمانيا
كانت أعمال السخرة ضروريتاً في النظام الاقتصادي الإقطاعي لملكية هابسبورغ - لاحقًا الإمبراطورية النمساوية - ومعظم الولايات الألمانية التي كانت تنتمي إلى الإمبراطورية الرومانية المقدسة. اضطر المزارعون والفلاحون إلى القيام بأعمال زراعية شاقة من أجل نبلائهم. عندما تأسس الاقتصاد النقدي، تم استبدال الرسوم تدريجياً بواجب دفع الضرائب.
بعد حرب الثلاثين عامًا، ازدادت الطلبات على العمالة السخرة وأصبح النظام معطلاً. يرتبط الانحدار الرسمي لاعمال السخرة بإلغاء العبودية من قبل جوزيف الثاني ، الإمبراطور الروماني المقدس وحاكم هابسبورغ، في عام 1781. ومع ذلك استمرت السخرة في الوجود، تم إلغاؤها خلال ثورات 1848 ، إلى جانب عدم المساواة القانونية بين النبلاء وعامة الناس.
كانت بوهيميا (أو الأراضي التشيكية) جزءًا من الإمبراطورية الرومانية المقدسة بالإضافة إلى ملكية هابسبورغ وكان عمل السخرة نفسه يسمى «روبوتا» باللغة التشيكية. في اللغة الروسية واللغات السلافية الأخرى، تشير كلمة "robota" إلى أي عمل ولكن باللغة التشيكية، تشير على وجه التحديد إلى العمل غير المأجور غير المدفوع، أو عمل السخرة، أو عمل القنانة، أو الكدح. تم استيراد الكلمة التشيكية إلى جزء من ألمانيا حيث عُرفت العمالة السخرة باسم Robath ، وإلى المجرية باسم روبوت.
تبين أن كلمة "robota" هي الخيار الأمثل للكاتب التشيكي كارل تشابيك الذي قدم، كلمة «robot» للآلات (التي كانت في الأصل مجسمة) التي تقوم بعمل غير مدفوع الأجر لأصحابها في مسرحيته RUR عام 1920 .

### فرنسا
كانت السخرة موجودة في فرنسا حتى 4 اّب/أغسطس 1789، بعد وقت قصير من بداية الثورة الفرنسية، عندما تم إلغاؤها جنبًا إلى جنب مع عدد من الامتيازات الإقطاعية الأخرى لملاك الأراضي الفرنسيين. في هذه الأوقات اللاحقة كان يتم توجيهه بشكل أساسي نحو تحسين الطرق اللتي كان قد ساء حالها إلى حد كبير، واعتبرت سببًا مهمًا للثورة. أعادت الثورة المضادة إحياء السخرة في فرنسا، في أعوام 1824 و 1836 و 1871، تحت اسم هيبة ؛ كان على كل رجل سليم جسديًا أن يعطي ثلاثة أيام من العمل أو ما يعادله من المال من أجل السماح له بالتصويت. استمرت السخرة أيضًا في الوجود تحت نظام المتبع عندها وهو نظام نصف اقطاعي، اللذي عمل فيه في فرنسا الجديدة، وفي أمريكا الشمالية البريطانية.
في عام 1866، أثناء الاحتلال الفرنسي للمكسيك، أنشأ الجيش الفرنسي بقيادة المارشال فرانسوا أشيل بازين السخرة لتوفير العمالة للأشغال العامة بدلاً من نظام الغرامات.

### إمبراطورية الإنكا وبيرو الحديثة
فرضت إمبراطورية الإنكا عمالة جزية من خلال نظام يسمى Mit'a والذي كان يُنظر إليه على أنه خدمة عامة للإمبراطورية. في أوج كفاءتها، يمكن استدعاء بعض مزارعي الكفاف إلى ما يصل إلى 300 يوم من الميتا في السنة. اختار الحكام الاستعماريون الإسبان هذا النظام بعد الغزو الإسباني لبيرو وحولوه إلى عمالة غير مجانية للسكان الأصليين في مناجم الفضة. وجد نظام الإنكا الذي ركز على الأشغال العامة عودة خلال حكومة فرناندو بيلاندي تيري في الستينيات كجهد فيدرالي، مع تأثيرات إيجابية على البنية التحتية في بيرو.
لا تزال بقايا النظام موجودة اليوم في بيرو الحديثة، مثل Mink'a ((بالإسبانية: faena)) العمل الجماعي الذي يتم تحصيله في مجتمعات الأنديز كيتشوا. ومن الأمثلة على ذلك قرية أوكرا الريفية بالقرب من كوسكو، حيث يُطلب من كل شخص بالغ أداء 4 أيام من العمل غير مدفوع الأجر شهريًا في المشاريع المجتمعية.

### اليابان
تم العثور على عمل على طراز yō (庸) في اليابان ما قبل الحديثة.
خلال الثلاثينيات من القرن الماضي، كان من الشائع استيراد عمال السخرة من الصين وكوريا (كانتا تحت الاحتلال الياباني عندها)للعمل في مناجم الفحم. استمرت هذه الممارسة حتى نهاية الحرب العالمية الثانية.

### مدغشقر
ضمت فرنسا مدغشقر كمستعمرة في أواخر القرن التاسع عشر. ثم طبق الحاكم العام جوزيف جالياني ضريبة هجينة للسخرة والضريبة، جزئياً للإيرادات، وجزئياً لموارد العمل (كان الفرنسيون قد ألغوا للتو العبودية هناك)، وجزئياً للابتعاد عن اقتصاد الكفاف؛ الميزة الأخيرة كانت تتعلق بدفع مبالغ صغيرة مقابل العمل الجبري.

### البرتغال، والمستعمرات الأفريقية
في إفريقيا البرتغالية (على سبيل المثال موزامبيق)، نصت لوائح العمل الأصلية لعام 1899 على أن جميع الرجال القادرين على العمل يجب أن يعملوا لمدة ستة أشهر من كل عام، وأن «لهم الحرية الكاملة في اختيار الوسائل التي من خلالها يمتثلون لهذه اللائحة، ولكن إذا لم يمتثلوا لها بطريقة ما، ستجبرهم السلطات العامة على الامتثال».
كان الأفارقة الذين يعملون في زراعة الكفاف على قطع أراضيهم الصغيرة يعتبرون عاطلين عن العمل. في بعض الأحيان كان يتم دفع أجور العمل، ولكن في حالات انتهاك القواعد لم يكن كذلك - كعقوبة. استفادت الدولة من استخدام العمالة في الزراعة والبنية التحتية، وضرائب الدخل المرتفعة على أولئك الذين وجدوا عملاً مع أرباب العمل في القطاع الخاص، ومن خلال بيع العمالة السخرة إلى جنوب إفريقيا. لم يتم إلغاء نظام عمل السخرة هذا، المسمى تشيبالو ، في موزمبيق حتى عام 1962، واستمر في بعض الأشكال حتى ثورة القرنفل في عام 1974.

### الإمارات الرومانية
في رومانيا، كان يُطلق على السخرة اسم "clac". يصف كارل ماركس نظام السخرة لإمارات الدانوب بأنه شكل ما قبل الرأسمالية من العمل الزائد الإجباري. يتم تمييز عمل الفلاح اللازم لإعالة نفسه بشكل واضح من العمل الذي يوفره لمالك الأرض (البويار، أو boier ، باللغة الرومانية) كعمل فائض. إن 14 يومًا من العمل المستحق لمالك الأرض - على النحو المنصوص عليه في قانون السخرة بلغت في الواقع 42 يومًا، لأن يوم العمل كان يعتبر الوقت اللازم لإنتاج متوسط المنتج اليومي، «ويتم تحديد متوسط هذا المنتج اليومي بطريقة ماكرة بحيث لا يمكن لأي عامل أن يتم ينجز عملهغضون 24 ساعة». كان من المفترض أن يلغي قانون السخرة القنانة، لكنه لم يستطع تحقيق أي شيء فيما يتعلق بهذا الهدف.
تم إصلاح الأراضي في عام 1864، بعد أن توحدت إمارات الدانوب وشكلت الإمارات المتحدة لمولدافيا ووالاشيا، والتي ألغت السخرة وحولت الفلاحين إلى مالكين أحرار. وُعد المالكون السابقون بتعويضات، والتي كان من المقرر دفعها من صندوق كان على الفلاحين المساهمة فيه لمدة 15 عامًا. إلى جانب الرسوم السنوية، كان على الفلاحين أيضًا دفع ثمن الأرض المملوكة حديثًا، وإن كان بسعر أقل من القيمة السوقية. جعلت هذه الديون العديد من الفلاحين يعودون إلى حياة شبه القنانة.

### اميركا الشمالية
تم استخدام السخرة في العديد من الولايات والمقاطعات في أمريكا الشمالية خاصة لصيانة الطرق واستمرت هذه الممارسة إلى حد ما في الولايات المتحدة وكندا. تراجعت شعبيتها لدى الحكومات المحلية تدريجياً بعد الثورة الأمريكية مع التطور المتزايد للاقتصاد النقدي. بعد الحرب الأهلية الأمريكية، قامت بعض الولايات الجنوبية، التي تعاني من نقص الأموال، بتخفيف الضرائب على سكانها بالتزامات في شكل عمالة للأشغال العامة، أو السماح لهم بدفع رسوم أو ضريبة لتجنب ذلك. ثبت فشل النظام بسبب رداءة جودة العمل؛ في عام 1894، قضت المحكمة العليا في فيرجينيا بأن السخرة انتهكت دستور الولاية،  وفي عام 1913 أصبحت ألاباما من بين آخر الولايات التي ألغتها.

## الأمثلة الحديثة
تشتهر حكومة ميانمار باستخدامها للسخرة وقد دافعت عن هذه الممارسة في صحفها الرسمية.
في بوتان، driglam namzha يدعو المواطنين إلى القيام بأعمال، مثل بناء dzong(مكان للعبادة)، بدلاً من جزء من التزامهم الضريبي للدولة.
في رواندا، لا يزال تقليد أوموغندا، أو العمل المجتمعي، الذي يعود إلى قرون، مستمرًا، وعادة ما يكون في شكل يوم سبت واحد في الشهر عندما يُطلب من المواطنين أداء هذا العمل.
تحتفظ فيتنام بللإناث (الذين تتراوح أعمارهم بين 18 و 35 عامًا) وللذكور (الذين تتراوح أعمارهم بين 18 و 45 عامًا) لمدة 10 أيام سنويًا للأشغال العامة وفقًا لتقدير السلطات. هذا يسمى واجب العمل ((بالفيتنامية: nghĩa vụ lao động)).
يوجد في إقليم جزر بيتكيرن البريطاني فيما وراء البحار، والذي يبلغ عدد سكانه حوالي 50 نسمة ولا توجد ضريبة دخل أو ضريبة مبيعات، لديه نظام «العمل العام» حيث يُطلب من جميع الأشخاص الأصحاء أداء وظائف مثل صيانة الطرق، عند استدعائهم. وإصلاح المباني العامة.
منذ منتصف القرن التاسع عشر، قامت معظم الدول بتقييد العمل بالسخرة على التجنيد الإجباري (الخدمة العسكرية أو المدنية)، أو العمل في السجون.
في ارتيريا هناك تقارير حقوقية تتكلم عن اجبار الشباب على أعمال السخرة والتجنيد الإجباري لسنوات عديدة قد تتجواز الخمس اعوامز

## صور

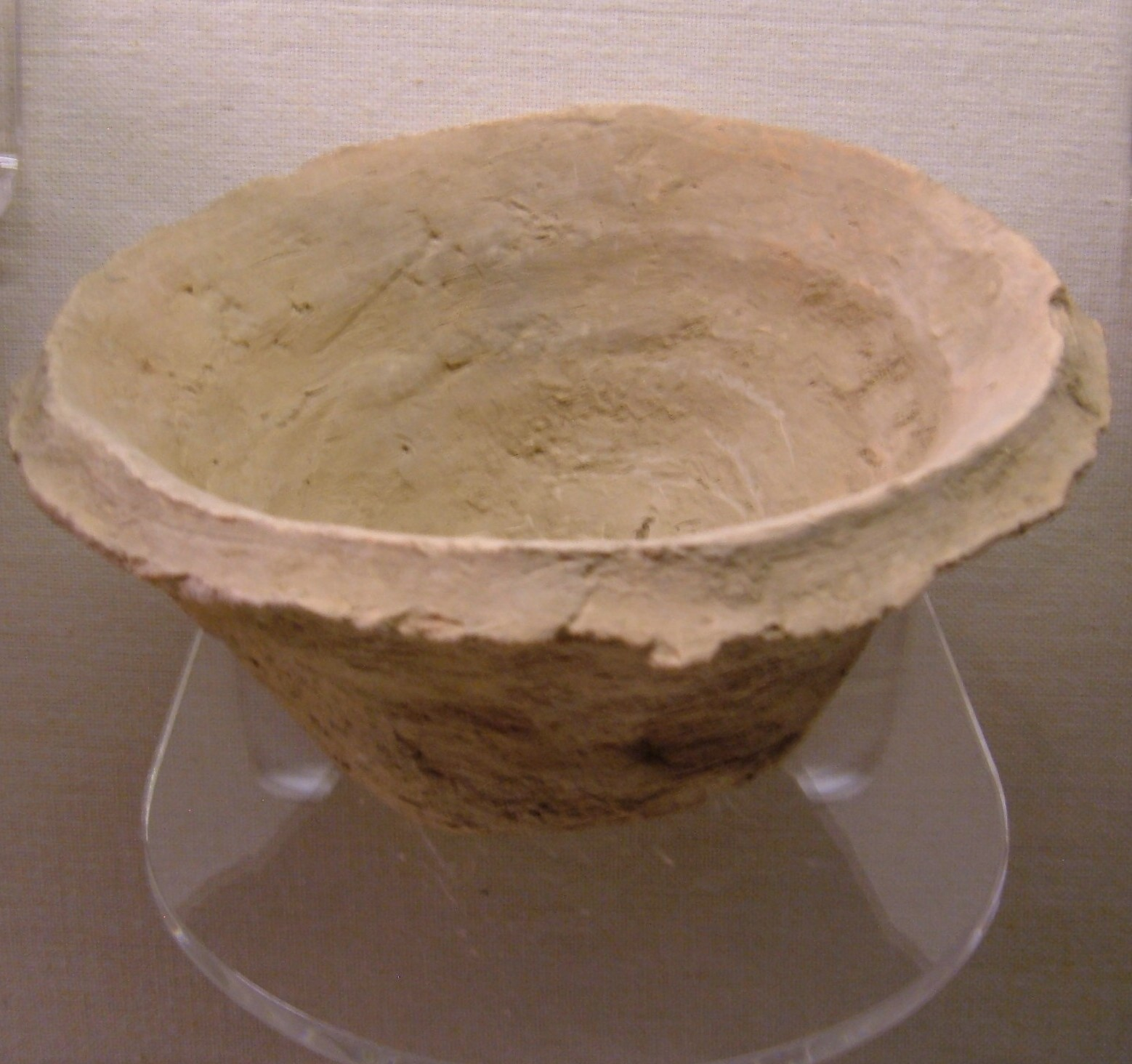
وعاء طيني 1000 قبل الميلاد ، حصص سخرة ليوم واحد في مدينة مارليك ايران
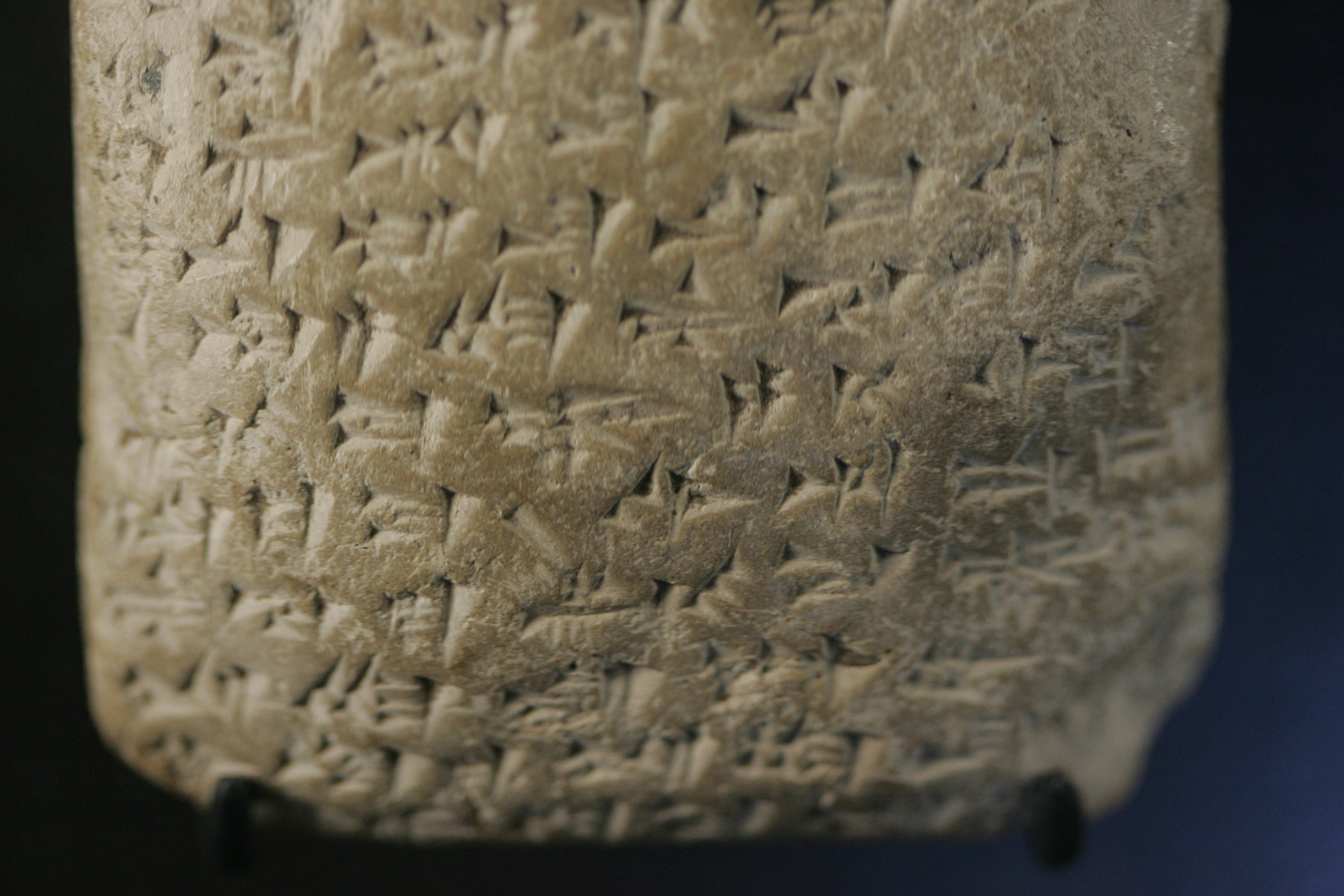
رسالة تتحدث عن اعمال السخرة في كنعان

## فهرس
- See the chapter on "Corvées: valeur symbolique et poids économique" (5 articles on France, Germany, Italy, Spain and England), in: Bourin (Monique) ed., Pour une anthropologie du prélèvement seigneurial dans les campagnes médiévales (XIe–XIVe siècles): réalités et représentations paysannes, Publications de la Sorbonne, 2004, p. 271–381.
- The Rosetta Stone by E. A. Wallis Budge, (Dover Publications), c 1929, Dover edition (unabridged), c 1989.

- انظر الفصل الخاص بـ "Corvées: valeur symbolique et poids économique" (5 مقالات عن فرنسا وألمانيا وإيطاليا وإسبانيا وإنجلترا)، في: Bourin (Monique) ed. Pour une anthropologie du prélèvement seigneurial dans les campagnes médiévales (XIe – XIVe siècles): réalités et représentations paysannes ، Publications de la Sorbonne، 2004، p. 271 – 381.
- حجر رشيد بواسطة EA Wallis Budge ، (منشورات دوفر)، عام 1929، طبعة دوفر (غير مختصرة)، ج 1989.